# Tine (pigenavn)
 For alternative betydninger, se Tine. (Se også artikler, som begynder med Tine)
Tine er et pigenavn. Det kommer af Katharina eller Catharina og der er flere varianter som Katrine, Kristine, Tina osv.
Kendte personer med navnet:
- Tine Bryld, forfatter
- Tine Gøtzsche, journalist
- Tine Høeg, forfatter